# Opération Sangaris
Pendant la troisième guerre civile centrafricaine
- Bouca
- Gaga
- Bouar
- Massacre de Bouar
- Incendie de Camp Bangui
- 1er Massacre de Boali
- 2e Bangui
- Bossangoa
- Opération Sangaris
- Bozoum
- Massacre de Bohong
- Massacre de Bossembélé‎
- Massacre de Bossemptélé
- Massacre de Baoro
- 2e Massacre de Boali
- 1er Grimari
- 2e Grimari
- Boguila
- Batangafo

L’opération Sangaris est le nom d'une opération militaire de l’armée française conduite en République centrafricaine du 5 décembre 2013 au 31 octobre 2016. C'est la 7e intervention militaire française depuis l’indépendance du pays en 1960.

## Nom
Selon Jean-Vincent Brisset, directeur de recherches à l'IRIS, le nom de l’opération fait référence au papillon africain Cymothoe sangaris, parce qu’« un papillon, ce n'est pas méchant, ça ne dure pas très longtemps, c’est considéré comme joli et politiquement correct ».

## Contexte et fondement légal
La Centrafrique est un pays traditionnellement sous influence française.
Fin 2012, menacé par la rébellion de la Seleka aux portes de la capitale Bangui, le président François Bozizé appelle la France et les États-Unis à l'aide,,. En mars 2013, Michel Djotodia renverse François Bozizé et devient le premier président musulman du pays,. Les soldats de la Seleka sont pour la plupart musulmans dans un Sud majoritairement chrétien.
Les combats entre des milices d'autodéfense chrétiennes appelées Anti-balakas et les ex-Seleka se multiplient à partir d'octobre 2013 et l’État n'est plus capable de faire régner l'ordre,,,. Le conflit n'est cependant pas de nature religieuse : si les milices anti-balakas s'en prennent aux populations musulmanes, ce n'est pas au nom de dieu, mais parce qu'elles les accusent de soutien à la Seleka.
Le gouvernement français et l'ONU parlent de risque de génocide,,,.
Le 5 décembre 2013, par la résolution 2 127, le Conseil de sécurité des Nations unies autorise à l'unanimité le « déploiement de la Mission internationale de soutien à la Centrafrique sous conduite africaine (MISCA) pour une période de 12 mois » pour mettre fin à la « faillite totale de l'ordre public, l'absence de l'Etat de droit et les tensions interconfessionnelles »,,. La MISCA est appuyée par des forces françaises autorisées à prendre « toutes les mesures nécessaires ».

## Chronologie

### Préparation
Dès le 24 novembre 2013, la France projette à l'aéroport international de Bangui une trentaine de militaires du 25e régiment du génie de l'air présent à Libreville ainsi qu'une vingtaine d’engins de travaux lourds, acheminés par Antonov An-124,. Complété par d'autres éléments en provenance de la base aérienne 125 Istres-Le Tubé, ce module « a pour mission d’aménager les plateformes de l’aéroport M’Poko de Bangui, afin qu’elles soient capables d’accueillir, le renforcement probable du dispositif souhaité par le Président de la République et la communauté internationale » selon le ministère de la Défense français. Les aménagements effectués par le génie de l'air comprennent notamment la remise à niveau de la zone aéronautique de l'aéroport, la création de plateformes logistiques, ainsi que l’extension de la zone « vie ».
Le 28 novembre 2013, le bâtiment de projection et de commandement (BPC) Dixmude, escorté par l'aviso Commandant L'Herminier, accoste dans le port de Douala au Cameroun. Le BPC accueille, en plus de deux hélicoptères Gazelle, un détachement de 350 militaires de la 11e brigade parachutiste de l’armée de terre. À partir du 1er décembre, les éléments de la réserve opérationnelle embarquée sur ce bâtiment entament les opérations de débarquement. Les véhicules tactiques de cette force, essentiellement des véhicules blindés de combat de type VAB et VBL, ainsi que des camions logistiques sont débarqués et rassemblés dans une zone de regroupement et d’attente (ZRA) dans le port autonome de Douala.
Le 30 novembre 2013, un détachement composé d’un peu plus de 200 militaires spécialistes des transmissions, du matériel et du service des essences des armées arrive à Bangui à bord d'un Airbus A340 de l'escadron de transport 3/60 Esterel. Dans les jours qui suivent, une dizaine de rotations d’Antonov An-124 acheminent le matériel logistique et de soutien nécessaire à l’installation d’un tel renforcement. Selon l'état-major des armées, « ce déploiement a été réalisé au titre des mesures conservatoires et préparatoires à un éventuel renforcement du dispositif à Bangui, comme l’a souhaité le président de la République ».
Le dispositif militaire français déployé à Bangui s’établit, le 5 décembre 2013, à plus de 600 militaires dont 240 au titre du détachement permanent de l’opération Boali. Deux compagnies du 8e RPIMa ainsi que la 2e compagnie du 21e RIMa, une compagnie du 3e RPIMa, des éléments du 6e BIMa, du 1er RHP et du 1er REC sont déjà sur place. Par ailleurs, le 25e régiment du génie de l'air (25e RGA) sera la première unité de génie à être déployée sur place. Une autre unité issue du 1er RCP, partie le 6 décembre est déjà présente sur place.
L’opération Boali vise à apporter un soutien logistique, administratif, technique et opérationnel à la Mission de consolidation de la paix en République centrafricaine (MICOPAX), qui doit devenir la Mission internationale de soutien à la Centrafrique sous conduite africaine (MISCA) le 19 décembre 2013. Si la situation l’exige, la force est également en mesure d’assurer la protection des ressortissants français. Parallèlement, la présence des militaires français à Bangui permet de maintenir en activité l'aéroport international de Bangui, seule voie d’accès internationale à la République centrafricaine.

### Lancement de l'opérationSangaris(du 5 au 8 décembre 2013)

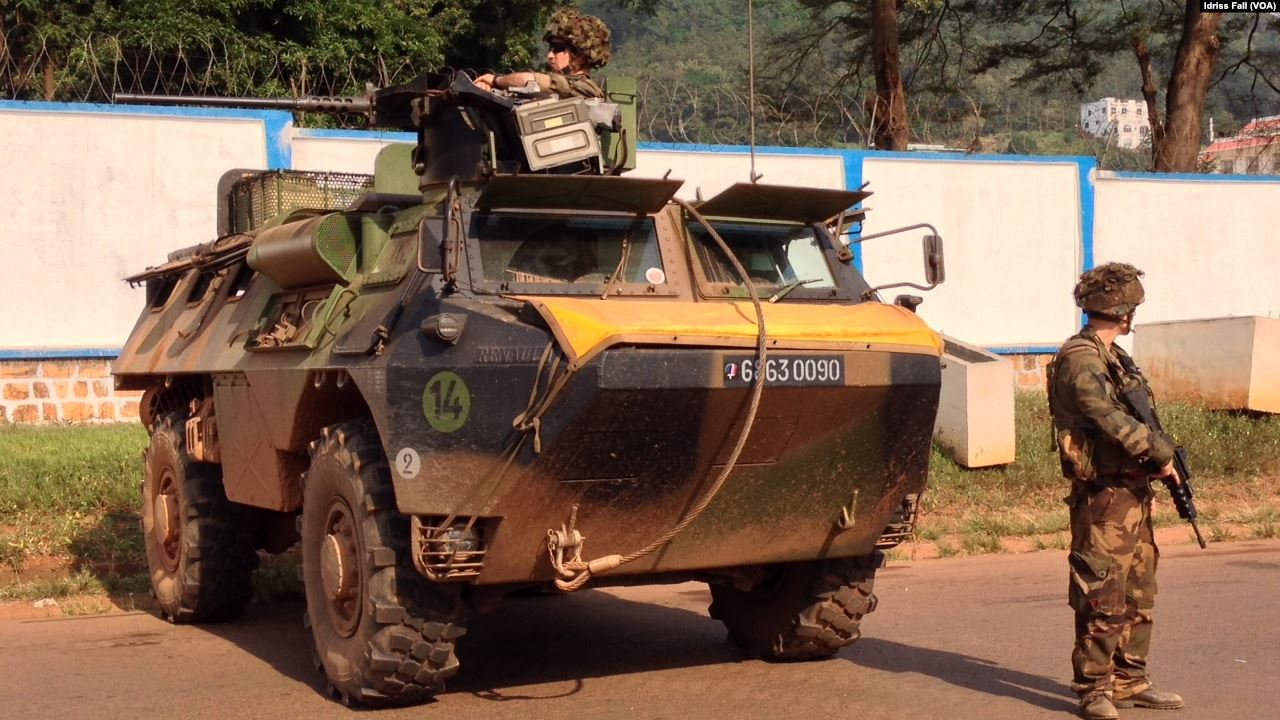
Soldats français de l'opération Sangaris, le 22 décembre 2013, à Bangui. Le mitrailleur du VAB sert une M2 12.7 mm tandis que le fantassin est armé d'un FAMAS F1.

À la suite de l'adoption à l'unanimité de la résolution 2 127 du Conseil de sécurité des Nations unies, Sangaris commence officiellement dans la nuit du 5 au 6 décembre avec l'arrivée à Bangui du général Francisco Soriano qui commande l'opération.
Du 5 au 8 décembre 2013, alors que l'armée française commence son déploiement, Bangui, la capitale de la République centrafricaine, est le théâtre de violents combats entre les Seleka, majoritairement musulmans, et les Anti-balaka, majoritairement chrétiens. Selon Amnesty International, en deux jours, environ 1 000 chrétiens et 60 musulmans sont tués par les combats et les massacres.
Dans la journée du 5 décembre 2013, alors qu’elles sécurisaient l’accès à l’aéroport de M’Poko sur lequel se sont réfugiés près de 2 000 Centrafricains pour fuir les combats, les forces françaises ont été prises à partie à trois reprises par un pick-up armé. Selon le ministère de la Défense française, au troisième tir, les militaires français ont riposté détruisant le véhicule. Cette prise à partie n’a fait aucun blessé du côté des militaires français, ni des civils venus chercher leur protection.
24 heures après le lancement de l'opération Sangaris, l'effectif français est doublé en Centrafrique, atteignant un volume de 1 200 militaires. Le 7 décembre 2013, l'armée française sécurise difficilement la capitale Bangui car des affrontements sporadiques ont encore lieu. De plus, une opération terrestre depuis le Cameroun a permis à l'armée française de venir sécuriser la ville de Bouar avant de pénétrer dans Bossangoa.

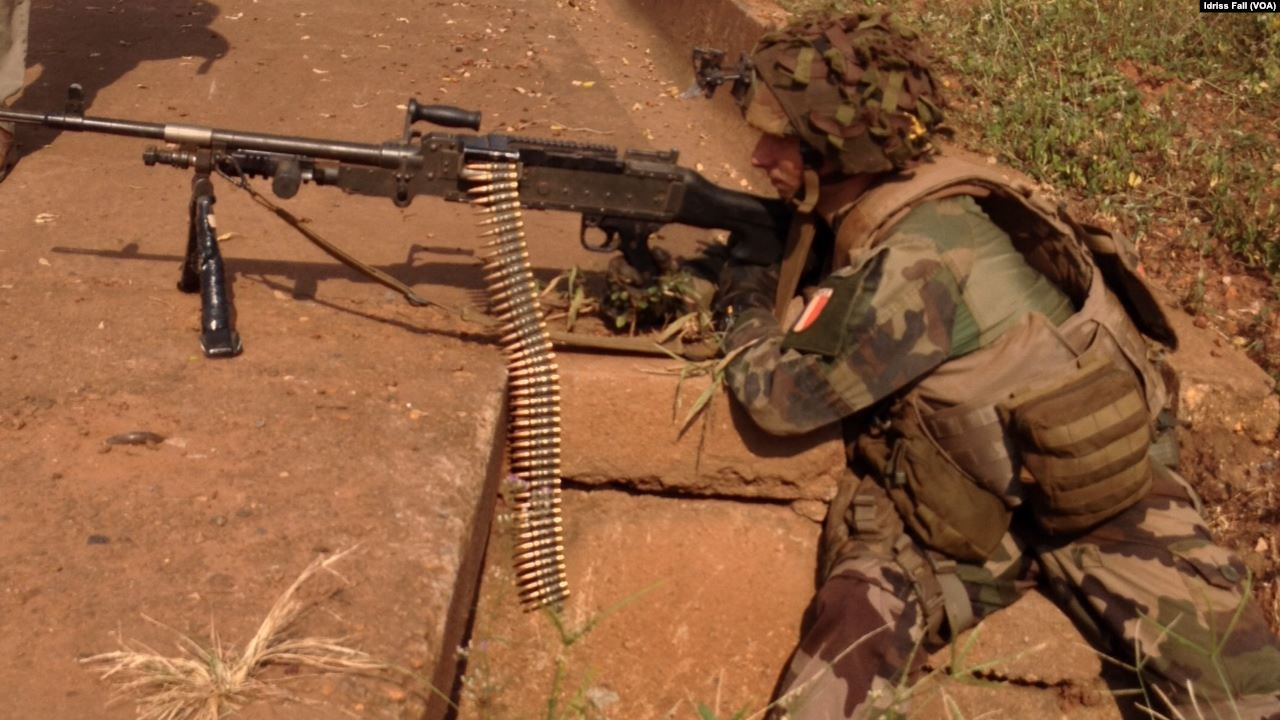
Militaire français de l'opération Sangaris servant une FN MAG, le 22 décembre 2013, à Bangui.

À la clôture du sommet paix et sécurité en Afrique à Paris, François Hollande annonce le déploiement « aussi longtemps que nécessaire » de 1 600 soldats et que la mission des soldats français est de « désarmer toutes les milices et groupes armés qui terrorisent les populations ». Enfin il confirme que l’intervention française sera « rapide, efficace » et devra permettre de « retrouver la stabilité, et permettre le moment venu des élections libres et pluralistes ». À l'issue du sommet, l'Union africaine décide de porter la force de la MISCA à 6 000 hommes.
Le 6 décembre 2013, la force Épervier, basée au Tchad, a mis à disposition un C130 Hercules, un CASA CN 235 et leurs équipages, pour assurer un pont aérien entre Libreville, au Gabon, et Bangui, en Centrafrique, dans le cadre du renforcement de la force Sangaris.
À partir du 6 décembre, les soldats français multiplient les patrouilles motorisées ou à pied dans Bangui afin de sécuriser les points d’intérêts français. Certaines sont réalisées conjointement avec les militaires de la FOMAC, appelée à devenir la MISCA. Dans la nuit du 6 au 7 décembre, l’escadron d’aide à l’engagement (EAE) débarqué du BPC Dixmude franchit la frontière centrafricaine. Dans le même temps, des éléments déployés en dehors de la capitale entament une mission de reconnaissance des axes menant vers le nord. Ce détachement d'une centaine de militaires atteint la ville de Bossangoa sans rencontrer de résistance mais constate un nombre important de réfugiés. Des patrouilles de Rafale en provenance de Ndjamena conduisent par ailleurs des démonstrations de force à basse altitude au-dessus de Bangui et Bossangoa destinées à signifier la présence des forces françaises et faire cesser les combats.
La force Sangaris est renforcée à partir du 7 décembre par la projection de moyens aéromobiles d’attaque et de manœuvre. Deux hélicoptères Gazelle et quatre hélicoptères Puma sont engagés. Ces derniers sont renforcés par l'arrivée par Antonov An-124 de deux Fennec de l'armée de l'air, en provenance des bases aériennes de Villacoublay et Orange.
Le 8 décembre, l'état-major français annonce que l'axe Bouar-Bossembélé a été ouvert sans que la force ne soit freinée par aucune résistance.

### Désarmement des groupes rebelles (décembre 2013)

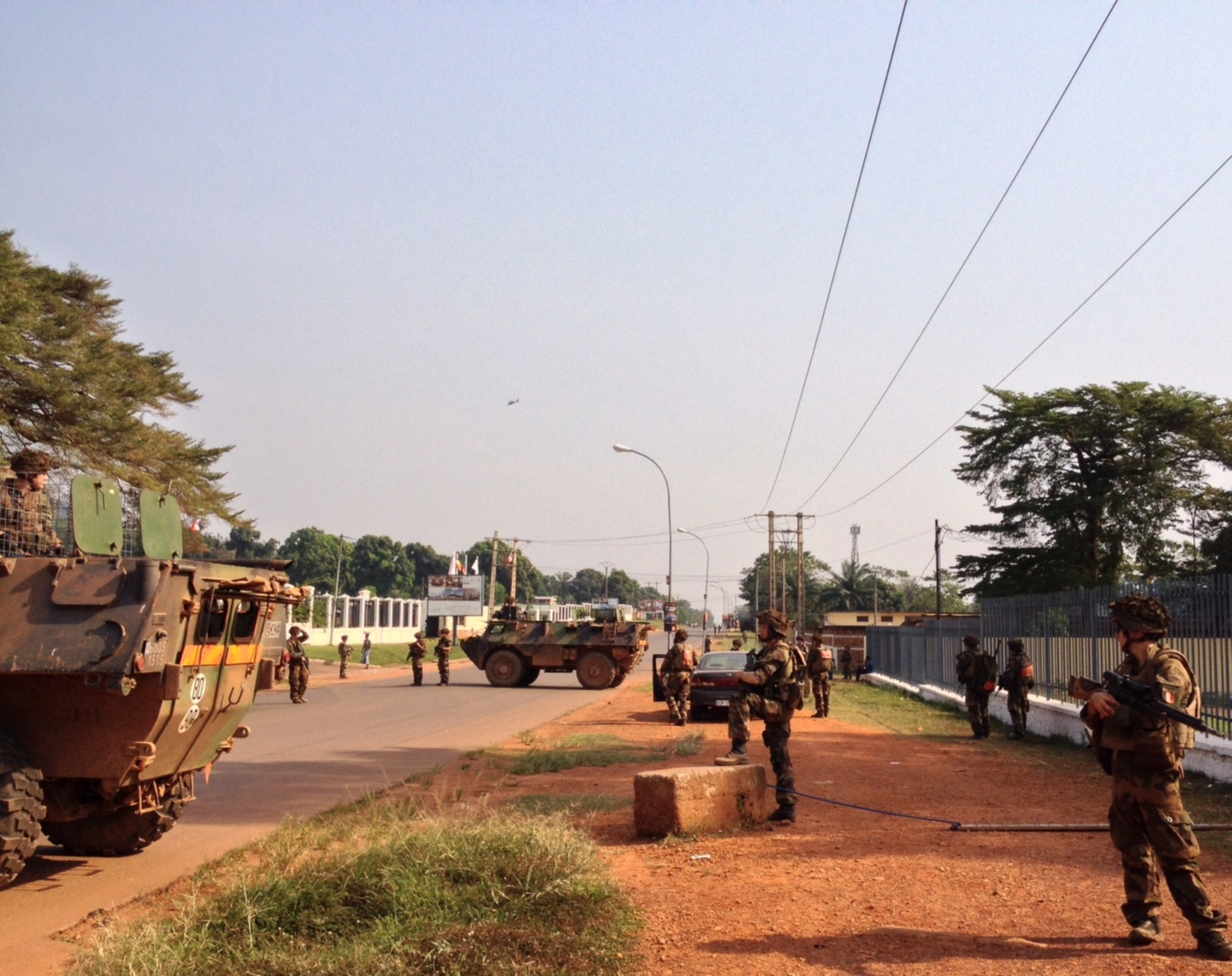
Militaires français de l'opération Sangaris, le 22 décembre 2013, à Bangui.

Le 8 décembre 2013, le ministre de la Défense, Jean-Yves Le Drian, annonce que les opérations de désarmement des groupes armés commenceront dès le lendemain, lundi 9 décembre. Ce dernier rappelle les trois objectifs de l'intervention française en Centrafrique : « instaurer un minimum de sécurité et permettre l'acheminement de l'aide humanitaire, permettre à la mission africaine d'intervenir et mettre en place un processus démocratique ».
Dans la nuit du 9 au 10 décembre, un accrochage proche de l'aéroport international de Bangui entre les forces françaises et des hommes armés entraîne la mort de deux soldats français du 8e RPIMa. Selon un communiqué du ministre de la Défense français, une section de la force Sangaris a été prise à partie, peu avant minuit, à très courte distance par des individus munis d’armes légères d’infanterie, au cours d’une patrouille menée à Bangui. Les militaires français ont immédiatement riposté. Durant l’échange de tirs, les premières classes Nicolas Vokaer et Antoine Le Quinio ont été grièvement blessés. Ils ont immédiatement été pris en charge par leurs camarades avant d’être évacués vers l’antenne chirurgicale avancée sur l’aéroport de M’Poko, où ils sont décédés des suites de leurs blessures.
Le 10 décembre, le général Mahamat Saleh, ancien chef d’état-major des forces seleka, est tué au quartier Miskine par des soldats français lorsque son véhicule tente de franchir un barrage. Deux de ses hommes sont tués, deux autres sont blessés,.
Le matin du 22 décembre, trois hommes de la Seleka sont tués par des soldats français lors d'une opération de désarmement. Français et Seleka s'accusent mutuellement d'être responsables de la fusillade. Selon l'état-major français, les militaires ont ouvert « le feu deux fois au cours de la journée », la première fois déclare-t-il, « contre un groupe d'une demi-douzaine de personnes soupçonnées d'être des ex-Séléka, qui allaient faire usage de leurs armes qui étaient pointées contre nos troupes ». Le deuxième incident se produit contre un tireur isolé. D'après un officier de la Seleka, Abacar Sabone, les trois hommes ont été tués « alors qu'ils étaient armés, certes, mais ils n'avaient montré aucun hostilité envers les Français et n'ont pas fait usage de leurs armes ». Quelques heures plus tard plusieurs milliers de musulmans manifestent pour dénoncer l'intervention française accusée de soutenir les chrétiens et les Anti-balaka. Le lendemain, au matin du 23 décembre, ce sont cette fois-ci des chrétiens qui manifestent pour soutenir l'intervention française et réclamer le départ de Djotodia, des Seleka et des soldats tchadiens de la MISCA. Après avoir essuyés des jets de pierre, des soldats tchadiens ouvrent le feu. Un manifestant est tué, un autre est blessé. L'incident prend fin avec l'intervention des forces françaises qui évacuent les victimes.

### Rétablissement d'un niveau de sécurité minimal et montée en puissance de la MISCA (janvier 2014)

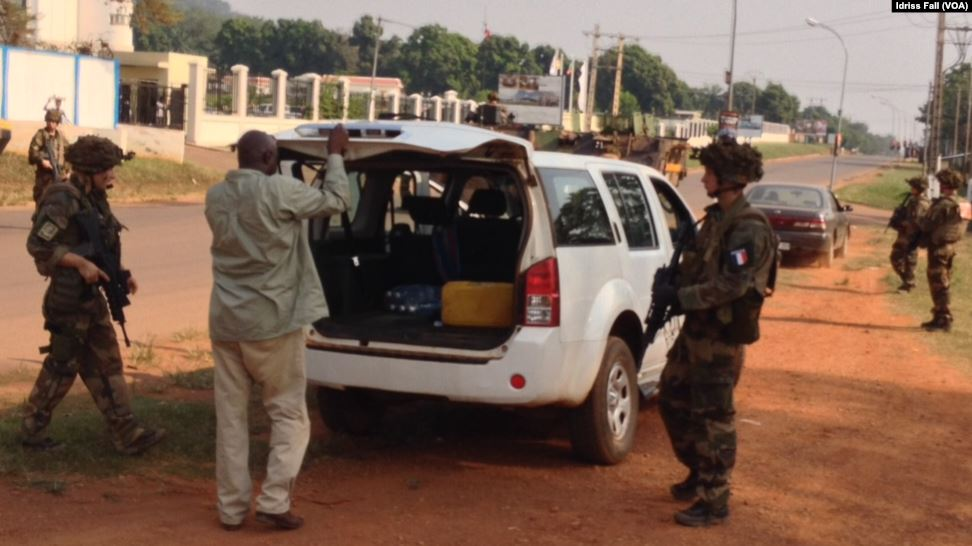
Checkpoint tenu par les soldats français de l'opération Sangaris, le 22 décembre 2013, à Bangui.

Avec la montée en puissance de la force africaine, dont l’effectif est, en janvier 2014, de plus de 4 400 hommes, le niveau de coopération s’accroît. La force Sangaris conduit des opérations communes, en particulier avec les bataillons burundais et tchadiens de la MISCA. Parallèlement, la force Sangaris poursuit la sécurisation de l’emprise de M’Poko où plusieurs milliers de déplacés sont réfugiés, afin de sécuriser la traficabilité aérienne.
Le 10 janvier, à Ndjamena, le président Michel Djotodia, issu de la Seleka, présente sa démission, suivi de celle de son Premier ministre Nicolas Tiangaye. Cette annonce est accueillie par des scènes de liesse dans tout Bangui. Le 11 janvier, l'ancien président s'exile au Bénin.

Le 12 janvier, dans le quartier de Bimbo, au sud de la ville, après une opération de médiation des Français, des combattants seleka et anti-balaka fraternisent sous les applaudissements de la population et concluent à un cessez-le-feu. Cela ne met cependant pas fin aux incidents et aux pillages commis dans l'ensemble de la ville. Le 15, dans le Nord-Est de la ville, une fusillade oppose des soldats français à des hommes armés. Selon des habitants musulmans, cinq des leurs ont été tués dans la journée dont deux femmes et un adolescent, d'après eux ils ont été tués par l'armée française, ce que cette dernière dément. En représailles, des musulmans s'attaquent à des chrétiens dans la soirée. Le 16, dans la matinée, la Croix-Rouge affirme avoir ramassé quatre corps de chrétiens, tués à l'arme blanche,,.
Le 23 janvier, des civils musulmans manifestent devant les militaires français, les accusant de prendre parti pour les chrétiens. Certains manifestants se mettent ensuite à tirer sur les Français qui répliquent et tuent un homme,.
Le 28 janvier, 300 soldats seleka sont évacués du camp Kasaï escortés par des soldats rwandais. Le même jour, des soldats français sont attaqués par des Seleka, près du camp RDOT, au nord de la ville où sont cantonnés environ 1 000 soldats seleka. Les Français répliquent, notamment par des tirs des engins blindés ERC-90 Sagaie, une dizaine de combattants seleka sont tués.

### Opération de sécurisation (février et mars 2014)

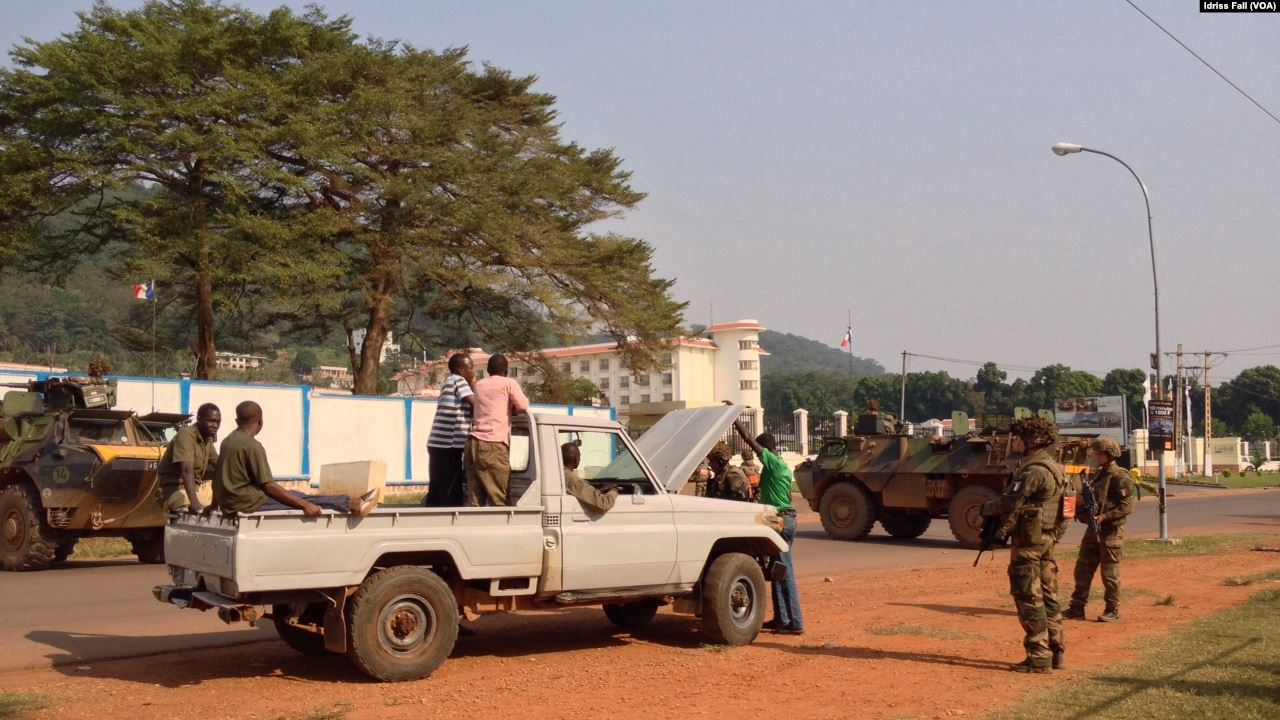
Checkpoint tenu par les soldats français de l'opération Sangaris, le 22 décembre 2013, à Bangui.

Le 20 février 2014, conformément à la décision du président de la République de renforcer Sangaris, une partie du groupement terre de la force Épervier a entamé son déploiement depuis N’Djaména vers la République centrafricaine.
Le 23 février 2014, dans la région de Bouar, 400 km à l’ouest de Bangui, un véhicule blindé léger, avec à son bord 3 militaires, a été victime d’un accident de la circulation alors qu’il progressait avec deux autres véhicules sur une piste en latérite. Les 3 soldats ont été blessés dont un grièvement. Malgré les soins prodigués par ses camarades puis par le médecin de l’équipe sanitaire arrivée peu après, ce dernier est décédé de ses blessures. Il s’agit d’un caporal du régiment d'infanterie chars de marine (RICM) de Poitiers.
Malgré les opérations de désarmement prévues pour désarmer à la fois les Anti-balaka et les Seleka, plusieurs massacres et assassinats continuent d'être perpétrés par les Anti-balaka sur les civils musulmans et sur les Seleka que l'armée française a désarmés. Ces violences provoquent un exode de toute la population musulmane de la région. Un des derniers musulmans de Mbaiki, Saleh Dido, adjoint du maire depuis 4 ans, n'ayant pas voulu fuir la région comme tous les autres musulmans, a été assassiné par les Anti-balaka.
Au début de l'année 2014, escortée par des convois de la MISCA, la population musulmane est progressivement évacuée de Bangui et prend la fuite vers le nord de la République centrafricaine et vers le Tchad. Début mars, Valerie Amos, secrétaire générale adjointe de l'ONU chargée des affaires humanitaires, déclare que la population musulmane de Bangui ne compte plus que 900 personnes environ, alors qu'elle était autrefois de 130 000 à 145 000.

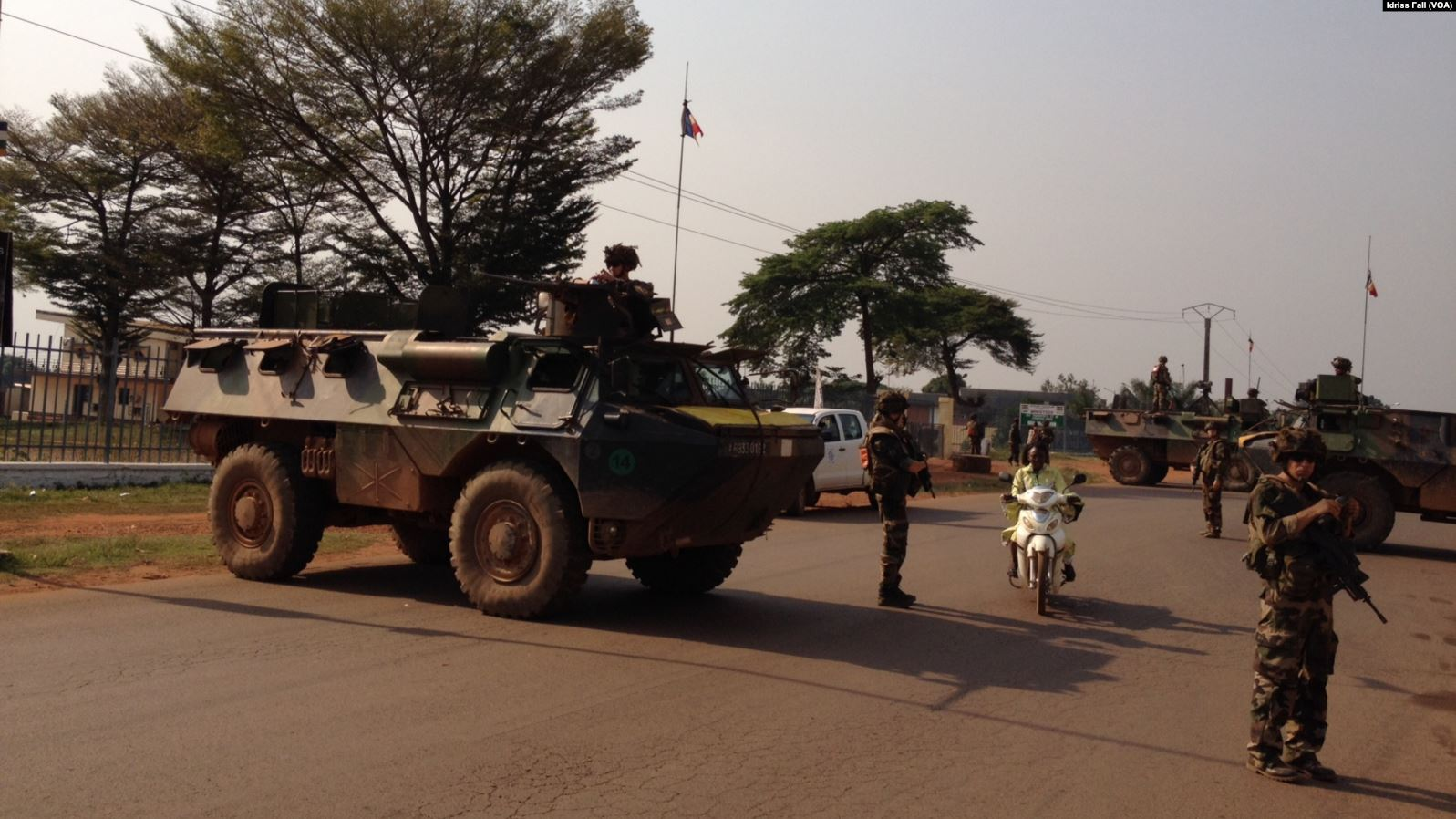
Checkpoint tenu par les soldats français de l'opération Sangaris, le 22 décembre 2013, à Bangui.

En mars, les Français engagent plusieurs opérations de désarmement contre les Anti-balaka à Bangui. Le 10 février, le général Francisco Soriano, déclare que « Ceux qui se disent anti-balaka sont devenus les principaux ennemis de la paix en Centrafrique, ce sont eux qui stigmatisent les communautés, ce sont eux qui agressent la force Sangaris. On ne doit pas les cantonner, mais les chasser comme ce qu'ils sont, c'est-à-dire des hors-la-loi, des bandits ». Le 15 février, 250 soldats africains et français effectuent une importante opération dans le quartier de Boy-Rab tenu par les Anti-balaka. Huit personnes sont arrêtées, dont quatre officiers de Patrice Édouard Ngaissona, cependant ce dernier parvient à s'enfuir,.

Les Anti-balaka, divisés entre extrémistes et modérés agissent diversement, certains déclarent qu'ils sont prêts à déposer les armes, d'autres continuent de s'en prendre aux civils musulmans,. Ils forment un mouvement hétérogène sans objectif ni commandement précis, le général Soriano déclare ainsi à l'Agence France-Presse : « C'est qui les +anti-balaka+ ? Qui est leur chef ? Quel est leur message politique ? Quelle est leur chaîne de commandement? Personne ne sait rien. C'est une nébuleuse, on est incapable de mettre un vrai visage. »
Fin mars, des Anti-balaka attaquent le grand marché PK5, où sont retranchés des derniers musulmans de Bangui. Les forces africaines de la MISCA et les Français de l'opération Sangaris repoussent à plusieurs reprises les assaillants mais ne parviennent pas à empêcher plusieurs assassinats. Le 25 mars, des militaires africains et français sont attaqués, ils répliquent et tuent huit anti-balaka selon des témoignages d'habitants,.

### Troisième phase de l’opération: permettre de favoriser l’installation de la MISCA (avril 2014 – mai 2015)

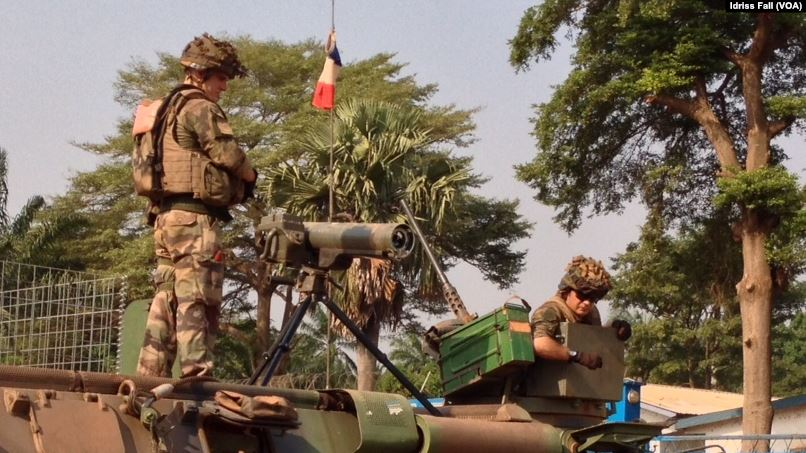
Soldats français de l'opération Sangaris, le 22 décembre 2013, à Bangui.

Le 28 mars, le GTIA Scorpion s’engage en direction de Sibut, dans l’Est du pays. Ce déploiement fait suite aux deux phases précédentes, à Bangui et dans l’Ouest du pays. Il doit permettre de favoriser l’installation de la MISCA dans l’Est de la Centrafrique, de restaurer l’autorité de l’État dans cette région et de faire accepter et appliquer les mesures de confiance.
Du 13 au 16 avril, des combats à Grimari entre Seleka et Anti-Balaka font plusieurs dizaines de morts. Les Français interviennent mais ils sont attaqués le 20 par une vingtaine d'Anti-balaka, les militaires répliquent et tuent cinq assaillants.
Le 26 avril, un groupe de la Seleka attaque Boguila après avoir assassiné plusieurs personnes en chemin. Les rebelles tuent 16 personnes dans l'hôpital, dont trois employés de Médecins sans frontières. Ils se replient ensuite sur Bémal,.
Après ces violences, les forces françaises de l'opération Sangaris lancent une mission de reconnaissance entre Bossangoa et Paoua. Mais le 5 mai, à Boguila, les Français sont attaqués par un groupe d'une quarantaine d'hommes armés qui feraient peut-être parti des Seleka venus de Bémal. L'attaque est repoussée après trois heures de combats et 10 à 15 assaillants sont tués. Les Français ne déplorent ni mort ni blessé,,,,.
Le 4 août, des affrontements éclatent entre une mission de reconnaissance française et une centaine de soldats seleka près de Batangafo. Soutenus par des avions de chasse Rafale et des hélicoptères, les Français prennent l'avantage sans subir de pertes. Plusieurs Seleka sont tués,,,. Les combats reprennent le lendemain à Batangafo. Deux soldats français sont blessés, deux soldats congolais tués, ainsi que plus de 60 soldats seleka,.
Le 10 octobre, à Dékoa, 14 personnes dont trois femmes et quatre enfants sont massacrés par les Séléka. Peu après, les Français interviennent et tuent au moins six hommes de la Seleka, dont un colonel,.
Le soir du 29 janvier 2015, trois hélicoptères français Tigre attaquent près du village de Kotikasso, dans la Bamingui-Bangoran, un groupe de quatre véhicules chargés de 50 à 70 combattants du FPRC, l'ex-Seleka. Les rebelles ont le temps de quitter leurs véhicules qui sont détruits. Selon les Français, les hommes de l'ex-Seleka avaient l'intention de perturber des consultations dans une localité de a la préfecture,.

### Quatrième phase de l’opération: dispositif de force de réaction rapide (juin 2015 – mars 2016)
En juin 2015, la France retire une bonne partie de ses forces, les effectifs passent de 1 700 à 900 hommes à la fin du mois. Le 23 juillet 2015, les militaires de l’opération Sangaris reçoivent la visite du ministre de la Défense alors qu’ils sont depuis peu réarticulés en un dispositif de force de réaction rapide. Le 3 août 2015, la force Sangaris cède la base opérationnelle avancée (BOA) de Bambari au bataillon congolais de la MINUSCA.
Le 10 octobre, un combat oppose les Français et les Seleka à Sibut,,.

### Désengagement progressif (avril à décembre 2016)
L'investiture du président Faustin-Archange Touadéra se déroule le 30 mars 2016. Cette cérémonie, qui marque la fin de la période de transition, vient concrétiser le succès de l’opération Sangaris. Présent à Bangui à l’occasion des cérémonies d’investiture, Jean-Yves Le Drian, ministre de la Défense, annonce la fin de l’opération Sangaris dans le courant de l’année 2016.
À partir du 6 avril, la force Sangaris initie le désengagement de ses seize véhicules blindés de combat d’infanterie (VBCI). Ils sont acheminés par voie aérienne jusqu’à Douala, par des avions ukrainiens Iliouchine 76, d’où ils sont embarqués à bord d’un navire jusqu’à la France. Le passage de témoin s'effectue entre la force Sangaris et la MINUSCA.
Le président de la République François Hollande effectue une visite officielle à Bangui le 13 mai 2016, en présence du ministre de la Défense Jean-Yves Le Drian. Il confirme la fin de l'opération Sangaris.

## Appuis étrangers
Avant de lancer l'opération, le ministère français de la Défense avait approché plusieurs alliés européens ainsi que les Américains — selon le site Bruxelles2 —, demandant du soutien logistique aérien (transport stratégique longue distance ou tactique courte distance) . Très vite les Britanniques annoncent leur soutien à l'opération française par la mise à disposition de rotations d'avions C-17. L'Allemagne suit en promettant la mise à disposition d'un avion de transport médicalisé. Et la Belgique a décidé le 13 décembre 2013, l'envoi d'un Airbus A-330 et la mise à disposition sur place d'un avion de transport tactique Hercules C-130. D'autres pays ont également été approchés : l'Espagne et la Pologne ainsi que les Pays-Bas.
En décembre 2013, le Maroc annonce le déploiement de 250 soldats dans le cadre du Bureau Intégré de l'Organisation des Nations unies en Centrafrique (BUNUCA),.
Le 20 janvier 2014, le Conseil des ministres des Affaires étrangères de l'Union européenne approuve à l'unanimité la mise en place de EUFOR RCA, une force opérationnelle dirigée par l'Union européenne,. La décision de lancement de l'opération est approuvée le 1er avril 2014. Et la capacité initiale opérationnelle atteinte le 30 avril. La France — qui est nation-cadre — contribue à cette mission à hauteur de 350 militaires.
Le 10 avril 2014, le Conseil de sécurité des Nations unies approuve à l'unanimité la création d'une force de maintien de la paix en Centrafrique, la MINUSCA, pour tenter de mettre fin à la spirale de violences entre chrétiens et musulmans. La MINUSCA remplacera à compter du 15 septembre les 5 600 soldats de la MISCA, la force de l'Union africaine,,.

## Accusations de viols
Selon un rapport commandé par l'HCDH resté confidentiel et rendu public par The Guardian le 29 avril 2015 des rumeurs concernant des viols commis par 16 soldats français sur au moins une dizaine d'enfants à Bangui, entre décembre 2013 et juin 2014,,.
The Guardian rapporte le cas de soldats français qui ont notamment abusé sexuellement de quatre garçons, âgés de 9 à 13 ans, « affamés et sans abri » en échange « de nourriture ou d’argent » dans un abri aux abords de la barrière d’accès à l’aéroport de Bangui, gardé par des soldats français.
Gallianne Palayret, fonctionnaire de l'ONU en poste à Bangui, raconte le témoignage d’un des enfants violés : « Un petit garçon m’a expliqué qu’un militaire lui avait demandé de le masturber puis lui avait fait pipi dans la bouche ».
Une fillette et son frère de sept et neuf ans, racontent avoir dû faire des fellations sur des militaires français contre une bouteille d'eau et un sachet de biscuits.
Les enquêteurs français découvrent dans l'ordinateur d'un soldat français d'un régiment de l'Est de la France en mission en Centrafrique, 8 vidéos sur 857 pouvant « être interprétées comme de la matière pédophile » mais le dédouanent en précisant que « le faible volume […] ne peut pas caractériser en l’état l’expression d’une déviance de type pédophile ».
Un responsable de l'ONU indique qu'en 2014, un officier français de Sangaris aurait déshabillé, attaché et forcé trois jeunes filles à avoir des rapports sexuels avec un chien en échange d'une petite somme d'argent.
En 2016, Anders Kompass, le haut responsable des Nations unies accusé d'avoir fait parvenir le document confidentiel mettant en lumière les cas de viols, démissionne pour protester contre l'impunité dont bénéficient les responsables de ces actes et le manque de volonté de l'ONU « d'exprimer tout regret ».
Cependant en octobre 2016, un rapport de Mercedes Gervilla, à la tête du groupe de la déontologie et de la discipline de l'ONU, indique que de faux témoignages à charge contre des casques bleus burundais et gabonais et des soldats français stationnés à Dékoa auraient été produits en échange d'une compensation financière. De plus selon un rapport intermédiaire du bureau des services de contrôle interne de l’organisation (OIOS), sur les 150 accusations lancées contre des casques bleus et des soldats français entre mars et juin 2016, « 50 % des cas ne sont pas étayés par des preuves et seuls 20 % présentent des preuves incontestables […] les 30 % restant présentent des éléments de preuve ne pouvant être corroborés ».
Selon l'AFP : « Les enquêteurs se sont rendus à Bangui en 2015 et 2016 pour entendre de nouveau les enfants mais ces auditions ont ouvert beaucoup de questions. Face à des photos, un enfant a dit reconnaître son agresseur mais il ne s'agissait pas d'un militaire. Un autre a concédé avoir menti. Un autre encore disait avoir lu le nom d'un soldat sur son uniforme, mais il ne savait pas lire. L'enquête sur les militaires, entendus mais aussi mis sur écoute, n'a rien donné non plus ».
Sur les 3 enquêtes initialement consacrées à ces affaires, la première sur le viol de mineurs n'a conduit à aucune mise en examen et la seconde concernant le cas de la jeune fille a été classé sans suite le 20 novembre 2016.
Le 11 janvier, la justice française prononce un non-lieu, faute de « charges suffisantes ». Le parquet de Paris estime alors qu'« il ne peut être affirmé à l'issue de l'information qu'aucun abus sexuel n'a été commis ». Le 20 janvier, les autorités centrafricaines affirment déplorer cette décision.

## Les pertes
Trois soldats français sont tués dans l'opération, dont deux au combat et un accidentellement. En décembre, le nombre des blessés est de 120. Parmi ces derniers, 12% souffrent de troubles de stress post-traumatique, soit une proportion plus importante que pour le Mali ou l'Afghanistan où la moyenne était de 8%.
Une stèle en leur honneur a été inaugurée à Bangui qui couvre l'ensemble des pertes françaises depuis l'opération Barracuda jusqu'à Sangaris.

## Coût de l'opérationSangaris
Le coût de l'intervention française en Centrafrique est estimé à 200 millions d’euros.

## Réactions internationales
Les médias et les opinions publiques sont partagées. Ainsi, le quotidien algérien Liberté dénonce le retour de la Françafrique et affirme que l'intervention est perçue « en Afrique et ailleurs comme une manœuvre de la France pour s'affirmer sur la scène mondiale ». Le quotidien britannique The Times juge à l'inverse que par sa « volonté d’intervenir et d'empêcher une catastrophe humanitaire », la France est admirable. Pour le journal burkinabé L'Observateur paalga, la France est accusée de « néocolonialisme et d'impérialisme » quand elle intervient et de « non-assistance à peuple en danger » lorsqu'elle reste neutre, mais c'est à cause du manque d'implications des États de la région qu'elle peut ou doit jouer au « gendarme de l'Afrique ».

### Jugements sur l'opération
En décembre 2013, le général Vincent Desportes déclare sur RFI :

« C’est une mission beaucoup plus compliquée que celle du Mali, où les forces armées françaises avaient la mission simple, ou au moins claire, de détruire un adversaire parfaitement identifié et identifiable. Là, il s’agit de s’interposer entre des factions. Donc, nous n’avons pas à détruire, nous n’avons pas d’adversaire. Le seul adversaire, ce sont les désordres et les massacres . »

L'ancien Premier ministre Dominique de Villepin appelle de son côté à une intervention internationale :

« Ne nous trompons pas non plus de méthode. Il faut dire ici une vérité criante : la France est la plus mal placée pour agir seule en Centrafrique. Se fixer pour but de l'intervention la transition politique et le développement économique reviendra à nous substituer aux Centrafricains pour toutes les grandes décisions tant qu'il n'y aura pas d'État. On ne construit pas un État à « coups de poing ». Ce que dessine cette nouvelle politique, c'est une recolonisation bienveillante. (…) La France a le devoir d'agir, mais l'interdiction d'agir seule. Comment sortir de ce dilemme ? En mobilisant. On nous serine que si la France n'intervient pas, personne ne fera rien. C'est le contraire qui est vrai. Si la France intervient, personne ne bougera. Le confort sera maximal, pour les grandes puissances (Amérique, Chine, Russie, Europe) autant que pour les puissances régionales. »

Interrogé le 29 janvier, Peter Bouckaert, en mission pour Human Rights Watch, estime que les Français ont mal anticipé les actions des Anti-balaka :

« Les Français pensaient pouvoir se limiter à désarmer les ex-rebelles au cours d’une mission qui leur semblait simple au départ, conçue pour un succès rapide. Or rien ne s’est passé comme prévu et l’opération Sangaris se retrouve confrontée à un bain de sang dans le pays. Face à cette nouvelle réalité, les militaires français donnent surtout l’impression d’être tétanisés. Quand on leur a signalé que les musulmans allaient être massacrés dans le quartier de PK13 à Bangui, ils nous ont répondu qu’ils ne souhaitaient pas prendre parti dans ce conflit ! Mais prévenir un massacre, ce n’est pas choisir un camp. En réalité, ce sont les forces africaines de la MISCA qui prennent l’essentiel des initiatives, mais aussi des risques. En particulier, les troupes rwandaises, burundaises et celle du Congo, qui ont réussi à sauver des gens en faisant preuve de beaucoup de courage, alors que les forces françaises ne quittent pas souvent leurs blindés et s’aventurent peu en dehors des grands axes pour voir ce qui se passe dans les quartiers populaires. »

Début février, Peter Bouckaert déclare que les Français n'ont « pas de stratégie digne de ce nom. »
De son côté, le général Francisco Soriano, chef de l'opération Sangaris, estime que la rapidité du déploiement français est « une véritable performance, dont peu d'armées seraient capables » et que l'opération est parvenue « à éviter l'embrasement qu'on nous promettait dans la capitale, où ont été concentrés nos efforts. […] Il est clair que nous avons empêché nombre de massacres. »
Pour l'ambassadeur français en Centrafrique, Charles Malinas, le bilan de l'opération est positif, la vie commence à reprendre son cours et « tout redémarre à Bangui », il déclare que les violences « sont de plus en plus limitées et circonscrites à quelques arrondissements ».
Peter Bouckaert réagit à ces propos et déclare :

« Il est criminel de dire que la situation se stabilise quand des gens se font lyncher dans les rues. »

Le 12 février, le général français Dominique Trinquand, ancien chef de la mission militaire auprès des Nations unies, déclare sur RFI : 

« Il faut que la communauté internationale réagisse très vite. La France l’a fait, un certain nombre de critiques sont apparues. Je pense qu’il vaut mieux critiquer ceux qui ne font rien que ceux qui font quelque chose. Et actuellement la planification de l’opération de l’Union européenne m’inquiète beaucoup, parce que je trouve que ça prend beaucoup de retard et ça ne correspond pas du tout au rythme auquel il est nécessaire de réagir face à la violence. »

Le 29 mars, à Genève, Volker Türk, haut responsable du HCR de retour de Centrafrique déclare qu'à Boda

« sans les Sangaris, il y aurait un massacre. Sans les Sangaris, la communauté musulmane n'existerait plus. »

Selon Laurent Correau et Olivier Fourt, journalistes de RFI, le bilan est en « demi-teinte ». Selon eux la France a joué un important rôle de stabilisation, notamment à Bangui et Bouar, et a aussi sécurisé la route d'approvisionnement entre le Cameroun et la capitale centrafricaine mais elle n'est pas parvenue à désarmer réellement les Seleka et les Anti-balaka. De plus initialement, ces opérations de désarmement ont surtout visé la Seleka, entraînant des vagues de violences populaires contre les musulmans alors sans moyens de se défendre. Les Français auraient sous-estimé au début de l’opération la menace constituée par les Anti-balaka.

### Reportages vidéo et documentaires
- ((fr)) CENTRAFRIQUE : LES ENFANTS DU CHAOS, reportage de Envoyé spécial.
- ((fr)) Centrafrique, au cœur du chaos, reportage de Spécial Investigation.
- ((fr)) Piège en Centrafrique, débat dans l'émission C dans l'air sur France 2.
- ((fr)) Le guêpier Centrafricain, débat dans l'émission C dans l'air sur France 2.
- ((en)) War in the Central African Republic, reportage de Vice.
- ((en)) Deep divisions in the Central African Republic, reportage d'Al Jazeera.
- ((en)) Peace and Stability in the Central African Republic, débat de chefs religieux à l'Institut Brookings (think tank américain).